# Ikarus 284T
Az Ikarus 284T az Ikarus 284-es autóbusz alapján készített tolócsuklós trolibusz.

## Története
A háromfázisú aszinkronmotoros járműhöz a finn Strömberg gyártott tirisztoros invertert, mely Ikarus 284-es szekrénnyel 1984-ben készült el a Ganzban. A motorja hátul, padlószintje pedig alacsonyabban helyezkedett el az Ikarus 280-as trolikhoz képest, ezért csak három ajtóval rendelkezett. Volkswagen segédmotorjának segítségével önjáró üzemre is képes volt. 1990 után Budapesten a BKV megpróbálta a járművet újjáéleszteni, átfestették pirosra, eredeti Breda áramszedőit magyar gyártásúra cserélték, a 198-as pályaszámot kapta, egy ideig a 80-as vonalon is közlekedett, de mivel a finn nyelvű tervrajzokat nehezen tudták értelmezni itthon, emiatt lemondtak a közlekedtetéséről. Ráadásul guruló helyzetben olyan sok áramot vett fel a troli, hogy néha elállította az útvonalán található váltókat. 1998-as selejtezése után szétvágták, így ez az egyedi darab nem maradt fenn az utókor számára.